# Astyanax elachylepis
Astyanax elachylepis är en fiskart som beskrevs av Vinicius Araújo Bertaco och Paulo Henrique Franco Lucinda 2005. Astyanax elachylepis ingår i släktet Astyanax och familjen Characidae. Inga underarter finns listade.